# Никкита Лайонс
Фэйт Джеффрис (англ. Faith Jefferies, род. 5 августа 1999, Лас-Вегас, Невада) — американская женщина-рестлер, тхэквондистка и музыкант. В настоящее время она выступает в WWE на бренде NXT под именем Никки́та Ла́йонс (англ. Nikkita Lyons). До WWE Джеффрис выступала в промоушене Women of Wrestling (WOW) под именем Львица Фейт.

## Ранняя жизнь
Джеффрис Фэйт родилась в Лас-Вегасе и выросла в Голливуде, Калифорния. Начала заниматься тхэквондо в четыре года и к восьми годам получила чёрный пояс. В начале 2017 года она окончила среднюю школу.

## Карьера в рестлинге

### Women of Wrestling (2019–2021)
В 2018 году вскоре после окончания школы Джеффрис начала тренироваться рестлинг под руководством Селины Майорс. Она дебютировала в промоушене Women of Wrestling, выступая под именем Львица Фейт, прежде чем подписать контракт с WWE в 2021 году.

### WWE (с 2021)
Джеффрис дебютировала в эпизоде шоу 205 Live 31 декабря 2021 года под именем Никкита Лайонс, проиграв Амари Миллер. Начала выступать в NXT в эпизоде 22 февраля 2022 года, победив Кайлу Инли. В апреле Лайонс вступила во вражду с Лэш Ледженд, победив её в эпизодах NXT 5 и 26 апреля соответственно. На шоу Spring Breakin' она в команде с Корой Джейд победила Ледженд и Наталью в командном матче. В эпизоде NXT от 10 мая Лайонс приняла участие в турнире NXT Women’s Breakout Tournament, победив в первом раунде Арианну Грейс. 24 мая было объявлено, что Лайонс сняли с турнира из-за травмы, а днём позже она сообщила на своём аккаунте в Instagram, что у неё частичный разрыв и растяжение медиальной коллатеральной связки.